# Hemiceras vinvala
Hemiceras vinvala är en fjärilsart som beskrevs av William Schaus 1928. Hemiceras vinvala ingår i släktet Hemiceras och familjen tandspinnare. Inga underarter finns listade i Catalogue of Life.